# Viterbo
Viterbo es una localidad italiana de la provincia de Viterbo, en la región del Lacio. Capital de la provincia, tiene una población de 62 441 habitantes.

## Clima
| Parámetros climáticos promedio de Viterbo, elevación: 300m (normales 1991-2020, extremos 1955–presente) | Parámetros climáticos promedio de Viterbo, elevación: 300m (normales 1991-2020, extremos 1955–presente) | Parámetros climáticos promedio de Viterbo, elevación: 300m (normales 1991-2020, extremos 1955–presente) | Parámetros climáticos promedio de Viterbo, elevación: 300m (normales 1991-2020, extremos 1955–presente) | Parámetros climáticos promedio de Viterbo, elevación: 300m (normales 1991-2020, extremos 1955–presente) | Parámetros climáticos promedio de Viterbo, elevación: 300m (normales 1991-2020, extremos 1955–presente) | Parámetros climáticos promedio de Viterbo, elevación: 300m (normales 1991-2020, extremos 1955–presente) | Parámetros climáticos promedio de Viterbo, elevación: 300m (normales 1991-2020, extremos 1955–presente) | Parámetros climáticos promedio de Viterbo, elevación: 300m (normales 1991-2020, extremos 1955–presente) | Parámetros climáticos promedio de Viterbo, elevación: 300m (normales 1991-2020, extremos 1955–presente) | Parámetros climáticos promedio de Viterbo, elevación: 300m (normales 1991-2020, extremos 1955–presente) | Parámetros climáticos promedio de Viterbo, elevación: 300m (normales 1991-2020, extremos 1955–presente) | Parámetros climáticos promedio de Viterbo, elevación: 300m (normales 1991-2020, extremos 1955–presente) | Parámetros climáticos promedio de Viterbo, elevación: 300m (normales 1991-2020, extremos 1955–presente) |
| Mes | Ene. | Feb. | Mar. | Abr. | May. | Jun. | Jul. | Ago. | Sep. | Oct. | Nov. | Dic. | Anual                                                                                                   |
| --- | --- | --- | --- | --- | --- | --- | --- | --- | --- | --- | --- | --- | --- |
| Temp. máx. abs. (°C)                                                                                    | 19.3 | 22.3 | 26.5 | 27.9 | 34.3 | 40.3 | 40.1 | 40.1 | 36.8 | 29.7 | 25.3 | 19.9 | 40.3 |
| Temp. máx. media (°C)                                                                                   | 10.6 | 11.8 | 14.8 | 17.8 | 22.6 | 27.7 | 31.2 | 31.4 | 25.8 | 20.7 | 15.1 | 11.2 | 20.1 |
| Temp. media (°C)                                                                                        | 5.7 | 6.3 | 8.3 | 10.7 | 13.8 | 17.4 | 19.5 | 19.8 | 16.4 | 13.2 | 9.6 | 6.6 | 12.3 |
| Temp. mín. media (°C)                                                                                   | 1.9 | 1.9 | 4.0 | 6.4 | 10.2 | 14.1 | 16.7 | 17.4 | 14.0 | 10.4 | 6.3 | 2.9 | 8.8 |
| Temp. mín. abs. (°C)                                                                                    | -12.7                                                                                                   | -10.2                                                                                                   | -9.2 | -6.2 | -2.2 | 4.2 | 6.4 | 8.4 | 3.1 | -1.1 | -11.2                                                                                                   | -11.8                                                                                                   | -12.7                                                                                                   |
| Precipitación total (mm)                                                                                | 53.1 | 88.6 | 60.0 | 65.4 | 68.0 | 46.2 | 30.6 | 42.3 | 114.7                                                                                                   | 89.7 | 127.1                                                                                                   | 84.2 | 869.9                                                                                                   |
| Días de precipitaciones (≥ 1.0 mm)                                                                      | 6.47 | 6.40 | 6.47 | 7.47 | 6.90 | 4.33 | 2.70 | 2.90 | 5.93 | 7.37 | 9.20 | 8.00 | 74.14                                                                                                   |
| Horas de sol                                                                                            | 156.6                                                                                                   | 174.4                                                                                                   | 205.2                                                                                                   | 219.0                                                                                                   | 278.4                                                                                                   | 299.7                                                                                                   | 338.2                                                                                                   | 317.1                                                                                                   | 239.4                                                                                                   | 191.9                                                                                                   | 150.0                                                                                                   | 145.7                                                                                                   | 2715.6                                                                                                  |
| Humedad relativa (%)                                                                                    | 74.5 | 70.6 | 69.6 | 70.1 | 69.2 | 66.1 | 62.5 | 62.8 | 67.8 | 73.3 | 77.2 | 76.1 | 70.0 |
| Fuente n.º 1: NOAA                                                                                      | | | | | | | | | | | | | |
| Fuente n.º 2: climaintoscana (extremas)                                                                 | | | | | | | | | | | | | |

## Demografía
| Gráfica de evolución demográfica de Viterbo entre 1861 y 2001 |
|                                                               |
| Fuente ISTAT - elaboración gráfica de Wikipedia               |

## Obispos de Viterbo
- Giovanni Francesco Gàmbara (1568 - 1580)
- Tiberio Muti (19 de diciembre de 1611 - 14 de abril de 1636)
- Alessandro Cesarini (Jr.) (14 de mayo de 1636 - 1638)
- Francesco Maria Brancaccio (13 de septiembre de 1638 - 2 de junio de 1670)
- Stefano Brancaccio (2 de junio de 1670 - 8 de septiembre de 1682)
- Michelangelo dei Conti (1 de agosto de 1712 - 14 de marzo de 1719)
- Dionisio Ridolfini Conestabile (26 de septiembre de 1803 - 17 de diciembre de 1806)
- Antonio Gabriele Severoli (11 de enero de 1808 - 8 de septiembre de 1824)
- Gaspare Bernardo Pianetti (3 de julio de 1826 - 4 de marzo de 1861)
- Gaetano Bedini (18 de marzo de 1861 - 6 de septiembre de 1864)
- Matteo Eustachio Gonella (22 de junio de 1866 - 15 de abril de 1870)
- Luigi Serafini (27 de junio de 1870 - 20 de febrero de 1880)
- Antonio Maria Grasselli, O.F.M. Conv. (19 de junio de 1899 - 1913)
- Emidio Trenta (17 de julio de 1914 - 1942)
- Adelchi Albanesi (14 de abril de 1942 - 21 de marzo de 1970)
- Luigi Boccadoro (8 de junio de 1970 - 30 de septiembre de 1986)
- Fiorino Tagliaferri (14 de marzo de 1987 - 30 de junio de 1997)
- Lorenzo Chiarinelli (30 de junio de 1997- )

## Monumentos y lugares de interés
Algunos de los lugares de interés de la ciudad son su barrio medieval y el antiguo palacio de los papas, que se remonta al siglo XIII. El centro histórico de Viterbo es una de las ciudades medievales mejor preservadas de Italia central. Muchos de los edificios más antiguos (en particular, iglesias) están construidos sobre antiguas ruinas, reconocibles por sus grandes piedras de cincuenta centímetros de lado.
La principal atracción de Viterbo es el Palacio Papal («Palazzo dei Papi»). Lugar en el que se realizó el primer y más largo cónclave papal. Duró 34 meses. Aún es posible apreciar que carece de tejado, dado que debido a las disputas, no eran capaces de ponerse de acuerdo, se decidió eliminarlo para que ante el frío, y la lluvia de la intemperie, tomasen una decisión. También sirvió como residencia de verano y un refugio en tiempos de perturbaciones en Roma. Las columnas del palacio son expolios de un templo romano.
El segundo monumento más importante de la ciudad es el Duomo o catedral dedicada a San Lorenzo. Se erigió en estilo románico por arquitectos lombardos sobre un templo de Hércules. Fue reconstruida varias veces desde el siglo XVI en adelante y resultó gravemente dañada en el año 1944 por los bombardeos aliados. El destacado campanario gótico data de la primera mitad del siglo XIV, y muestra la influencia de artistas sieneses. La iglesia alberga el sarcófago del papa Juan XXI y el cuadro Cristo bendiciendo de Gerolamo da Cremona (1472).

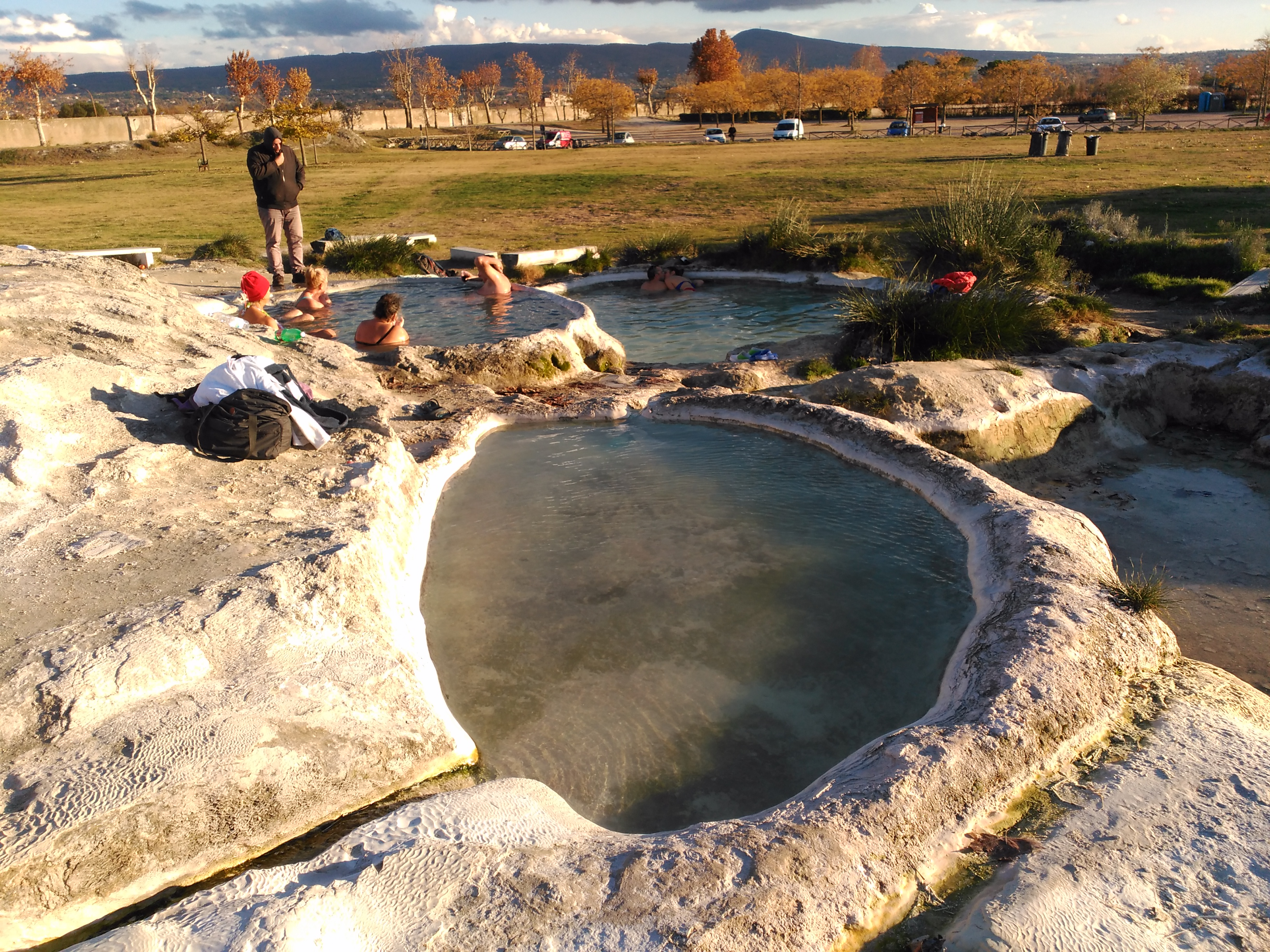
Piscine Carletti, Termas volcánicas, Viterbo

Destacan una serie de complejos termales de carácter volcánico, ricos en sulfuro, que se encuentran a las afueras de la ciudad. Los hay privados, como "Las termas de los papas" y libres como las del campo del "Bulicame" o "Piscine Carletti".

## Ciudades hermanadas
- Gubbio (Italia)
- Palmi (Italia)
- Nola (Italia)
- Sassari (Italia)
- Campobasso (Italia)
- Santa Rosa de Viterbo (Colombia)
- Springfield (Massachusetts) (Estados Unidos)

## Personas notables
- Santa Jacinta de Mariscotti
- Santa Rosa de Viterbo